# Кола (Горња Лоара)
Кола (фр. Collat) насеље је и општина у централној Француској у региону Оверња, у департману Горња Лоара која припада префектури Бријуд.
По подацима из 2011. године у општини је живело 86 становника, а густина насељености је износила 8,41 становника/km². Општина се простире на површини од 10,22 km². Налази се на средњој надморској висини од 995 метара (максималној 1.191 m, а минималној 687 m).

## Демографија
| 1962. | 1968. | 1975. | 1982. | 1990. | 1999. | 2011. |
| ----- | ----- | ----- | ----- | ----- | ----- | ----- |
| 163   | 175   | 157   | 124   | 96    | 80    | 86    |

График промене броја становника у току последњих година